# Francesco Marenco
Francesco Marenco (Genova, 16 novembre 1939 – 18 giugno 2025) è stato un politico italiano.